# Prodana nevesta (opera)
Prodana nevesta je komična opera v treh dejanjih Bedricha Smetane. Libreto je napisal Karel Sabina, v slovenščino pa ga je med drugimi prevedel tudi Niko Štritof. Skladatelj je opero komponiral v letih 1863 - 1866, krstna predstava pa je bila 30. maja 1866 v Pragi. Skladatelj je nato opero še štirikrat popravil.
Prodano nevesto je zaradi priljubljenosti mogoče označiti kot del železnega opernega repertoarja tudi na Slovenskem. V ljubljanski Operi je bila uprizorjena več kot 550-krat. Ena prvih uprizoritev je bila leta 1894. 

## Vloge
- Krušina, kmet - bariton
- Ljudmila, njegova soproga - mezzosopran
- Marinka, njuna hči - sopran
- Miha, kmet - bas
- Hata, njegova soproga - alt
- Vašek, njun sin - tenor
- Janko, Mihov prvorojenec - tenor
- Kecal, mešetar - bas
- Cirkuški ravnatelj - tenor
- Esmeralda - mezzosopran
- Indijanec - bas
- vaščani, vaščanke

## Vsebina

### Prvo dejanje
Trg z gostilno. 
Množica praznuje proščenje. Veselje in radost sijeta ljudem iz oči, le Marinka in njen Janko se držita čmerno
ob strani. Marinka je namreč hči trdnega gruntarja, ki jo kani možiti s sinom petičnega Tobije Mihe, Vaškom. Prav danes naj bi prišla stari in mladi k njim domov na ogledi. Marinka pa je srčno vdana svojemu Janku in mu obljubi večno zvestobo, čeprav ne ve, od kod in kdo je pravzaprav po rodu. Janko ne izda očetovega imena, pač pa ji potoži, kako ga je po materini smrti oče na mačehino besedo pognal od doma. 
Mešetar Kecal iztakne Marinkine starše in jim na vsa usta hvali ponujanega ženina Vaška. Rad bi čim prej sklenil končno ženitno pogodbo.
Krušinova vprašata hčer, kaj misli o taki možitvi, a Marinka odločno odkloni sleherno misel na poroko s komer koli drugim kakor z Jankom. Mati pritegne Marinki in pravi, da brez hčerinega privoljenja iz te moke ne more biti kruha. Kecal pa ima pred očmi le kupčijo in procente, zato ne odneha. Marinkinemu očetu svetuje, naj stopi v krčmo na pomenek s starim Tobijo, sam pa bo medtem spregovoril z Jankom, da vidi, kaj bi se dalo pri njem doseči s pametno besedo. 

### Drugo dejanje
V gostilni. 
Fantje in dekleta iz vse vasi so zbrani pri veselem piru, pesmi in plesu. Janko zapoje pesem v čast svoje ljubljenke.
Šele ko se soba izprazni, se upa vanjo nekoliko prismojeni Vašek, ki mu je mati doma naročila, naj gleda, da se bo svoji nevesti Marinki prikupil. Kmalu nato ga Marinka sama iztakne. Vašek je ne spozna, zato mu dekle brž natvezi strašno zgodbo, kako nezvesta
in okrutna je Marinka, ki mu je namenjena. Če jo vzame, bo imel ob nji pravi pekel na zemlji. Tudi Vašku je ljubka »neznanka« bolj všeč in ji zato rad da besedo, da ne bo vzel Marinke za ženo. Ko pa bi rad nato zapeljivko objel, se mu ta izvije in mu smeje uide. Zaljubljeni bedaček pohiti za njo.
Vtem privede Kecal v gostilno Janka, da bi se z njim pogovoril na samem. Če bi bil fant pripravljen odreči se Krušinove Marinke, bi mu
mešetar odštel na roko tristo belih zlatnikov nagrade. Janko, ki o njem v vasi nihče ne ve, da je v resnici Mihov sin iz prvega zakona in torej Vaškov polbrat, udari Kecalu v roko, a le s pogojem, da dobi Marinko za ženo edino Mihov sin! Mešetar ne sluti skrite ukane, zato vesel skliče priče in ljudi, vpričo katerih Janko slovesno podpiše pogodbo in prejme denar. Navzoči so ogorčeni nad fantom
ki je za nekaj božjakov izdal in prodal nevesto.

### Tretje dejanje
Trg pred gostilno.
Potujoča cirkuška družina pride na dan proščenja v vas in priredi kar na trgu za reklamo majhno predstavo. Vašek stika za svojo pobeglo »ljubico«, a se kaj kmalu zaljubi spet v drugo, ko zagleda brhko cirkuško plesalko Esmeraldo. Med nastopom povedo cirkuškemu
ravnatelju, da se je napil cirkuški igralec, ki naj bi zvečer nastopil v predstavi preoblečen v medveda. V skrbeh, da bi najboljša točka morala odpasti s sporeda, obstane ravnatelju oko na Vašku, ki je natanko take postave, da bi lahko zlezel v medvedjo kožo. Zato brž namigne Esmeraldi, naj fanta zaprede v svoje mreže in ga pregovori, da bi nocoj prevzel vlogo medveda. Vašek kar takoj poskusi z Esmeraldo in ravnateljem medvedji ples. Pri tem ga najdeta oče in mati, ki ga s Kecalom iščeta, da bi končno uredili stvar z ženitvijo. Na splošno začudenje se zdaj zoper to upre Vašek in izjavi, da noče okrutne Marinke, ki bi ga menda zadavila in s sveta spravila.
Veliko ljubša bi mu bila ona druga lepa »neznanka«, ki ga ljubi in ki bi ga gotovo vse življenje ljubkovala. Vtem že pride na prizorišče prav sama Vaškova neznanka, ki kajpak ni nobena druga kot Marinka. Povedali so ji, kako jo je bil njen Janko prodal za tristo zlatnikov, in je zategadelj zavoljo svoje prevarane ljubezni na moč nesrečna. Bolečina se ji razlije v obup, ko ji Kecal pokaže še papir z Jankovim podpisom. Še Vaška se več ne brani, temveč si le izgovori rok za premislek. V ta namen jo puste samo, a že pride prešerne volje Janko, da bi ji razložil, kako je speljal Kecala na led. Razžaljeno dekle pa mu ne pusti do besede, temveč kljubovalno vpričo njega izjavi staršem, da bo vzela za moža Mihovega sina. Tedaj šele se vozel presenetljivo razreši: Janko pove, da je tudi on pravi Mihov sin in da torej s pogodbo nikakor ni odstopil svoje pravice do Marinke. Tudi oče Miha mora potrditi resnico, da je Janko njegov sin. Marinka spregleda Jankovo zvijačo in ko vidi, da nikakor ni izdal njene ljubezni, mu vesela pohiti v objem. Opeharjenemu Kecalu pa se vsi od srca nasmejejo. Zdaj prilomasti še iz cirkusa pobegli medved, prestrašeni ljudje se že malone razbeže, ko medved sname glavo in se pokaže kot Vašek. Osramočena Jankova mačeha odvede sina domov, Miha srečen stisne roko Janku, Krušinova dva pa pristaneta na poroko: prava ljubezen je srečno zmagala.